# Wikipedia tiếng Yoruba
Yoruba Wikipedia (tiếng Yoruba: Wikipéédíà Yorùbá) là phiên bản tiếng Yoruba của dự án Wikipedia. Vào ngày 19 tháng 9, năm 2008, nó có 6 054 bài viết, và là phiên bản Wikipedia lớn thứ 98. Nó cũng là một trong ba phiên bản Wikipedia trong họ ngôn ngữ Niger-Congo trên 1 000 bài viết.